# Niederschaeffolsheim
Niederschaeffolsheim é uma comuna francesa na região administrativa de Grande Leste, no departamento Baixo Reno. Estende-se por uma área de 6,24 km². Em 2010 a comuna tinha 1 395 habitantes (densidade: 223,6 hab./km²).